# Iccius
Iccius (Kr. e. 1. század) ókori római filozófus, költő.
Horatius barátja volt. Nagy buzgalommal foglalkozott a filozófiával, de később hirtelen katonai babérokra vágyódott, s részt vett abban a hadjáratban, amelyet Egyiptom helytartója, Aelius Gallus indított az arabok ellen (Kr. e. 24). Horatius első ódájában ki is fejezi e pálfordulás felett érzett csodálkozását. Hogy Iccius valóban részt vett-e a hadjáratban, nem tudjuk, az azonban tény, hogy Kr. e. 20-ban Szicíliában tartózkodott, ahol idejét a gazdálkodás és a filozófia között osztotta meg. Horatius említést tesz önálló munkáiról, ezek azonban nem maradtak fenn.